# Milan Vilotić
Milan Vilotić (Belgrado, Serbia, 21 de octubre de 1986) es un futbolista retirado  serbio que jugaba como defensa en el F. C. St. Gallen de la Superliga de Suiza.

## Carrera

### Estrella Roja de Belgrado
En el verano de 2009 fichó por el Estrella Roja de Belgrado. Sin embargo, en 2010, se le diagnosticó una enfermedad potencialmente mortal y se perdió parte de la temporada 2010-11. Después de la segunda mitad de la temporada, Vilotić estaba mostrando un potencial prometedor y fue ascendido al puesto de capitán del club por un breve período en la temporada de verano 2011, pero dejó de serlo. A finales de noviembre de 2011, fue acusado abiertamente en los medios de comunicación por su compañero Cristian Borja de crear un mal ambiente en el equipo con la intención de sabotear los jugadores extranjeros que estaban jugando en el club en el momento.

### Grasshopper
En julio de 2012, Vilotić firmó con el Grasshopper. Rápidamente se convirtió en más fiable centro de la defensa del equipo y anotó un penal en la final de la Copa Suiza 2012-13.

### Young Boys
El 31 de enero de 2014, Vilotić se trasladó al Young Boys.

## Carrera internacional
Jugó la Eurocopa Sub-21 de 2009 con Serbia. En abril de 2010, el seleccionador Radomir Antić lo incluyó en la selección de Serbia en un partido amistoso contra Japón en Osaka, pero no pudo debutar debido a problemas estomacales. En mayo de 2011 jugó su primer partido con la camiseta de Serbia contra Australia. En noviembre de 2013, Vilotić mostró interés en jugar para Montenegro a nivel internacional.

## Clubes
| Club                        | País   | Temporada |
| --------------------------- | ------ | --------- |
| Čukarički                   | Serbia | 2004-2009 |
| Lokomotiva Beograd (cedido) | Serbia | 2006      |
| Estrella Roja de Belgrado   | Serbia | 2009-2012 |
| Grasshoppers                | Suiza  | 2012-2014 |
| B. S. C. Young Boys         | Suiza  | 2014-2017 |
| Grasshoppers                | Suiza  | 2017-2018 |
| F. C. St. Gallen            | Suiza  | 2018-     |

## Palmarés
Estrella Roja de Belgrado
- Copa de Serbia: 2009-10, 2011-12

Grasshopper
- Copa Suiza: 2012-13